# Список умерших в 639 году

## Январь
- 19 января — Дагоберт I, король франков (629—639).

## Декабрь
- 20 декабря — Хинтила, король вестготов (636—639).

## Дата смерти неизвестна или требует уточнения
- Акарий, святой, епископ Нуайона и Турне (ранее 627—639/640).
- Герард Странник, католический святой.
- Гундоланд, майордом Нейстрии (не позднее 613—639).
- Муаз ибн Джабаль, сподвижник пророка Мухаммеда, факих, чтец Корана и мухаддис.
- Сухайль ибн Амр, один из известных курайшитов, считается одним из сподвижников пророка Мухаммеда.
- Толис-хан Хэлоху, хан восточного аймака тюркского каганата (631—639).
- Утба ибн Газван, арабский государственный и военный деятель, сподвижник пророка Мухаммеда.
- Фадль ибн Аббас, двоюродный брат и сподвижник пророка Мухаммеда.
- Файльбе Фланн, король Мунстера (626/628—637/639).
- Цезарий, епископ Неаполя (635—639).
- Шурахбил ибн Хасана, арабский военачальник; один из первых обращённых в ислам, близкий сподвижник пророка Мухаммеда и ключевой командир во время Арабского завоевания Сирии и Палестины.
- Язид ибн Абу Суфьян, арабский военный и государственный деятель, участник завоевательных походов Праведного халифата в Сирию и Палестину.